# Église de Fagervik
 (mars 2024).
L’église de Fagervik (en finnois : Fagervikin kirkko, en suédois : Fagerviks kyrka ) est une église en bois située à Ingå en Finlande.